# 泪の海（namida no umi）
泪の海（namida no umi）（なみだのうみ）は、日本の女優、歌手である黒川芽以のデビュー・シングル。

## 解説
BS-iで放送されたテレビドラマ「ケータイ刑事 銭形泪」のオープニングテーマにアレンジを加え、同ドラマのプロデューサーである丹羽多聞アンドリウが歌詞を付け、主演の黒川芽以が歌った。

## 収録曲
1. 泪の海（namida no umi）
　（作詞:丹羽多聞アンドリウ 作曲・編曲:遠藤浩二）
2. 泪の海（TVバージョン）
　（作詞:丹羽多聞アンドリウ・ASSASSIN/ 作曲・編曲:遠藤浩二）
3. そら色のスケッチブック
　（作詞:黒川芽以 作曲:青柳慎太郎 編曲:古澤衛）